# Megaselia piccola
Megaselia piccola är en tvåvingeart som beskrevs av Borgmeier 1966. Megaselia piccola ingår i släktet Megaselia och familjen puckelflugor.
Artens utbredningsområde är New York. Inga underarter finns listade i Catalogue of Life.